# Équipe du Chili masculine de volley-ball
L'équipe du Chili de volley-ball est composée des meilleurs joueurs chiliens sélectionnés par la Fédération chilienne de volley-ball (Federación de Voleibol de Chile, FeVC). Elle est actuellement classée au 27e rang de la FIVB au 15 janvier 2010.

## Sélection actuelle
Sélection pour les Qualifications aux championnats du Monde de 2010.

Entraîneur :  Cristian Hernandez Wimmer ; entraîneur-adjoint :  Sergio Arroyo

## Palmarès et parcours

### Palmarès
- Championnat d'Amérique du Sud
  - Finaliste : 1961
  - Troisième : 1967, 1981, 1983, 1993
  - Quatrième : 1969, 1971, 1973, 1979, 1995, 2003, 2007

### Parcours

#### Championnats du monde
| - 1949 : non qualifié - 1952 : non qualifié - 1956 : non qualifié - 1960 : non qualifié - 1962 : non qualifié - 1966 : non qualifié - 1970 : non qualifié - 1974 : non qualifié - 1978 : non qualifié - 1982 : 23e | - 1986 : non qualifié - 1990 : non qualifié - 1994 : non qualifié - 1998 : non qualifié - 2002 : non qualifié - 2006 : non qualifié - 2010 : non qualifié |

#### Coupe du monde
| - 1965 : non participant - 1969 : non participant - 1977 : non participant - 1981 : non participant - 1985 : non participant - 1989 : non participant - 1991 : 12e - 1995 : non participant - 1999 : non participant - 2003 : non participant | - 2007 : non participant |

#### Jeux Panaméricains
| - 1955 : non participant - 1959 : non participant - 1963 : 4e - 1967 : non participant - 1971 : 7e - 1975 : non participant - 1979 : non participant - 1983 : non participant - 1987 : non participant - 1991 : non participant | - 1995 : non participant - 1999 : 6e - 2003 : non participant - 2007 : non participant - 2011 : |

#### Championnat d'Amérique du Sud
| - 1951 : non participant - 1956 : 5e - 1958 : 5e - 1961 : 2e - 1962 : 5e - 1964 : non participant - 1967 : 3e - 1969 : 4e - 1971 : 4e - 1973 : 4e | - 1975 : 6e - 1977 : non participant - 1979 : 4e - 1981 : 3e - 1983 : 3e - 1985 : non participant - 1987 : non participant - 1989 : non participant - 1991 : non participant - 1993 : 3e | - 1995 : 4e - 1997 : non participant - 1999 : non participant - 2001 : non participant - 2003 : 4e - 2005 : 5e - 2007 : 4e - 2009 : 5e |